# ホルヘ・ブラス

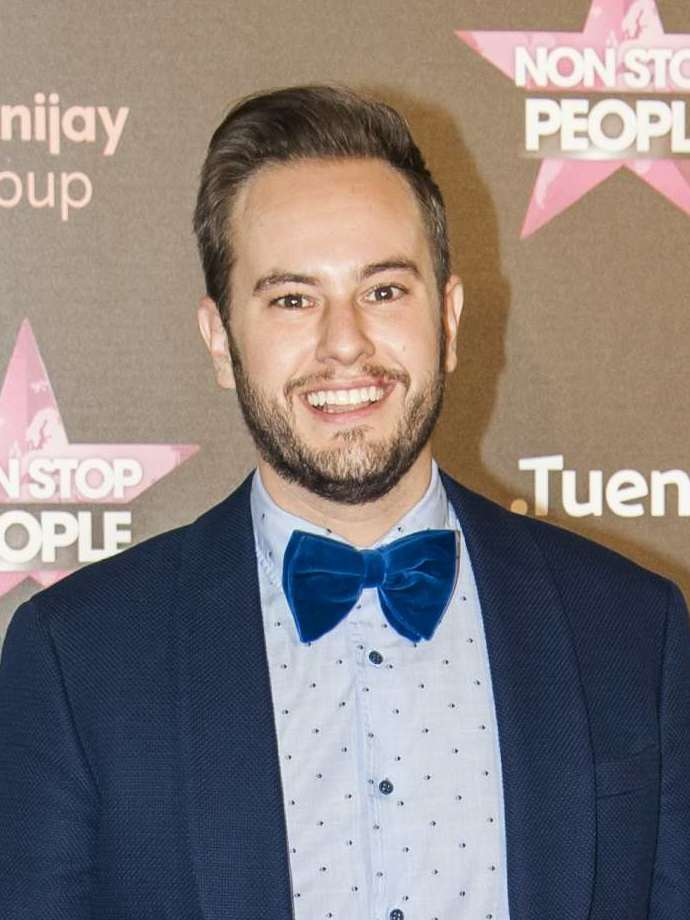
ホルヘ・ブラス

ホルヘ・ブラス（Jorge Blass）こと、ホルヘ・サンチェス・ブラス（Jorge Sánchez Blas , 1980年5月2日生まれ）は、スペイン・マドリード出身のプロマジシャン。
スペインの奇術界を代表する若手のマジシャンの一人で、マジックだけでなく、イルージョンや舞台監督もつとめる。

## 経歴
マジックとの出会いは6歳の時、両親に手品のおもちゃをもらったことに始まる。その後、12歳でホアン・タマリッツの娘が校長をつとめるフアン・タマリッツ・アカデミーに入学し、初のショーを行った。1996年にはポルトガルで開かれた国際マジックフェスティバルにて一位を獲得。2000年にはモンテカルロ　マジック・スターズ・フェスティバルにて金賞を受賞。最近はソーシャルネットワーキングを使った新しいマジックにも挑戦し、数々のマジックショーやテレビ番組に出演、舞台監督も務める。